# Motín a bordo (programa de televisión)
Motín a bordo fue un programa de televisión chileno emitido y producido por Televisión Nacional de Chile desde el 3 de julio de 1995 al 14 de julio de 1996. Con la dirección de Mauricio Correa y la conducción de Felipe Camiroaga, el concepto del programa consistía en un estelar de conversación, concursos, humor y música, ambientado en un barco pirata con Camiroaga como su capitán y una tripulación compuesta de modelos. 
El programa tuvo 2 ciclos de 13 episodios, los cuales obtuvieron un regular desempeño en sintonía. Tras su segunda temporada, el programa fue cancelado por el canal estatal.  A pesar de ser catalogado por la prensa como fracaso, el programa permitió el surgimiento de diversos elementos que alcanzarían popularidad con el tiempo, como el personaje de Camiroaga El Washington, El Naufrago (personaje de Jorge Franco) y el inicio de las carreras de modelos del programa como Andrea Molina, Yasmín Valdes, Elvira Cristi, entre otros.